# Oberschneiding
Oberschneiding là một đô thị trong huyện Straubing-Bogen bang Bayern, Đức.
Đô thị này tọa lạc ở the về phía nam của "Gäuboden", a very high-producing area famous for its agriculture.